# Acervulinoidea
Acervulinoidea, tradicionalmente denominada Acervulinacea, es una superfamilia de foraminíferos del suborden Rotaliina y del orden Rotaliida. Su rango cronoestratigráfico abarca desde el Paleoceno hasta la Actualidad.

## Clasificación
Acervulinoidea incluye a las siguientes familias:
- Familia Acervulinidae
- Familia Homotrematidae